# Hřebčín Kopčany
Hřebčín Kopčany je rozsáhlý historický hospodářský objekt nacházející se v katastrálním území slovenské obce Kopčany, jež je vlastníkem objektu. Objekt stále slouží svému původnímu účelu, chovu koní. Místní občanské sdružení JACK v objektu provozuje různé aktivity spojené s chovem koní, např. jezdeckou školu. V hřebčíně se nachází muzeum s archeologickou expozicí věnovanou především výzkumu kostela svaté Markéty Antiochijské. Další sbírky jsou věnovány období czoborského a habsburského panství a osobnosti T. G. Masaryka.

## Historie
Přítomnost hřebčína v této lokalitě je doložena již v roce 1660, a to na tehdejším panství rodu Czoborových. Nebylo však prokázáno, že by se jednalo o přímého předchůdce současné budovy. Současný hřebčín založil manžel královny Marie Terezie císař František Štěpán Lotrinský v roce 1736 poté, co od Czoborů získal holíčské panství. V témže roce přestěhoval do nově založeného objektu chov koní z lotrinského Sarralbe. V roce 1765 povýšila Marie Terezie objekt na dvorní hřebčín – císařský a královský hřebčín. V roce 1798 byli do hřebčína převezeni koně z Tešínska. V té době hřebčín zabíral asi 400 hektarů půdy, především v okolí řeky Moravy. Počet koní se pohyboval kolem 400, převážně vraníků a běloušů kladrubského plemene. Císařský hřebčín byl zrušen v roce 1828.

## Architektura budovy
Hřebčín je velká čtyřkřídlá budova na čtvercovém půdorysu s vnitřním dvorem. Byl postaven v několika etapách. V první etapě v letech 1736–1752  byla postavena jednopatrová budova na současném půdorysu, členěná průběžnými lizénami a osově umístěnými průjezdy. Uprostřed severního křídla se nachází reprezentativní budova malého panského domu. Jedná se o jednopatrovou budovu s opěrákem a ozdobným balkonem orientovaným dovnitř nádvoří. Průčelí budovy je zakončeno trojúhelníkovým štítem s tympanonem na vnější straně a segmentovým zakončením na straně nádvoří. Druhá stavební fáze z let 1752 až 1773 přistavěla k budově druhé patro, které je od prvního patra odděleno římsou. V tomto období získala budova svou charakteristickou podobu díky výrazně představěným pilířům spojeným oblouky ve tvaru stlačeného půlkruhu. Okenní osy, zasazené do hloubky tohoto oblouku, vytvářejí dojem arkád. K dalším drobným úpravám došlo v 19. století, kdy se po roce 1828 změnilo využití budovy z hřebčína na různé hospodářské účely včetně lihovaru. Po druhé světové válce byla budova pozměněna a poničena, kaple byla odstraněna a její nadpraží bylo odstraněno. Od roku 2005 probíhá postupná obnova budovy, která je chráněna jako národní kulturní památka Slovenské republiky.

## Galerie

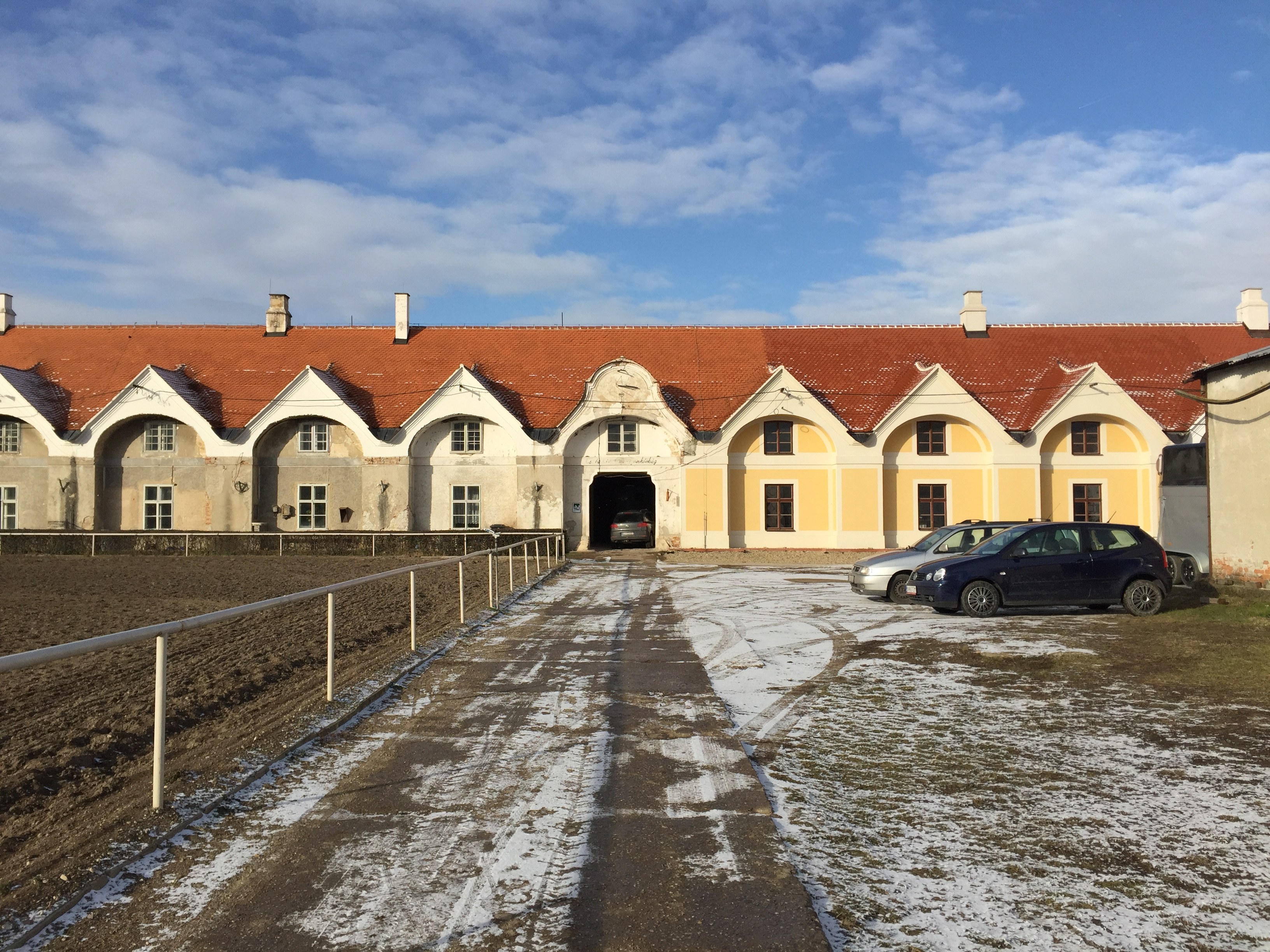
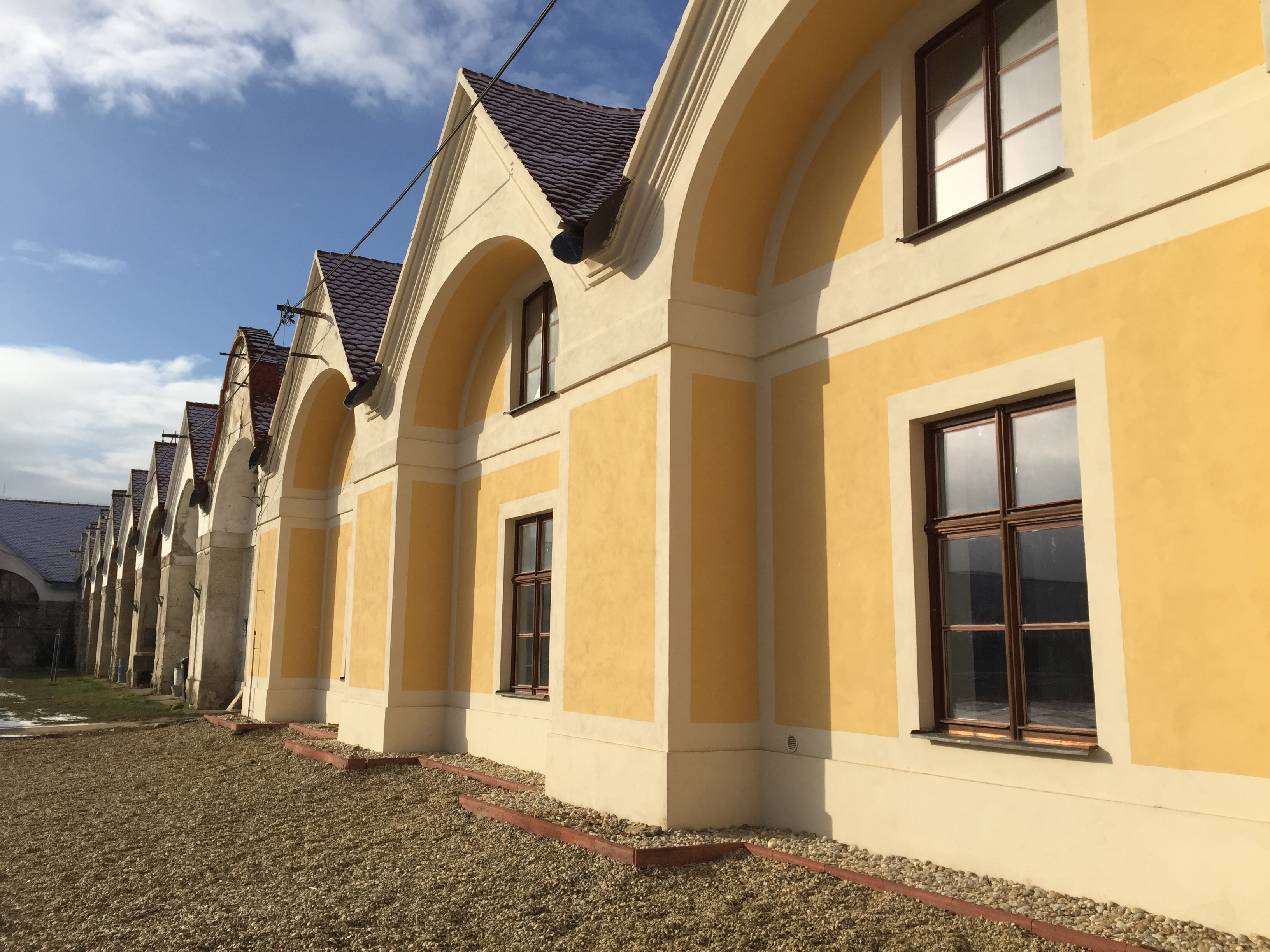
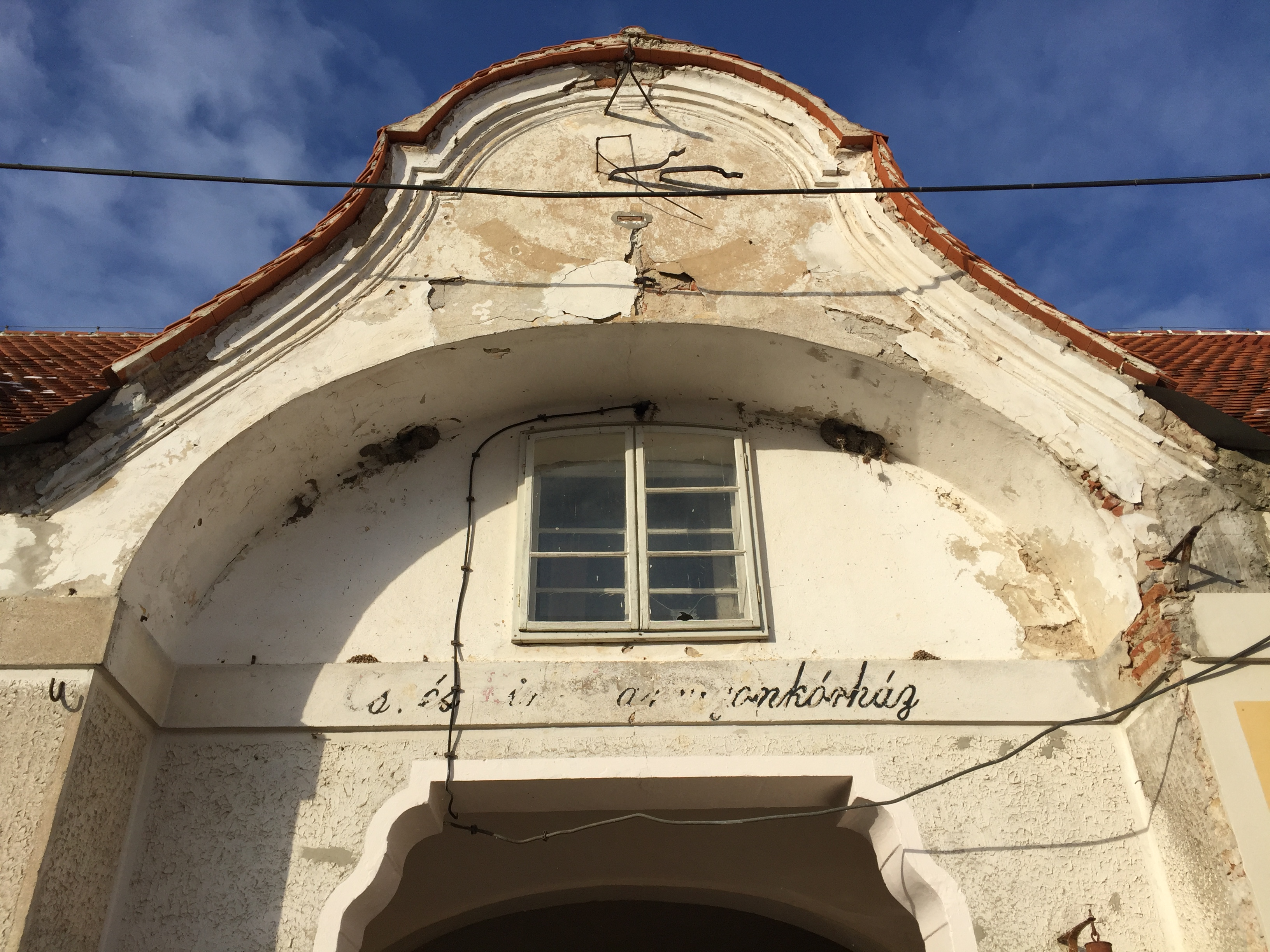
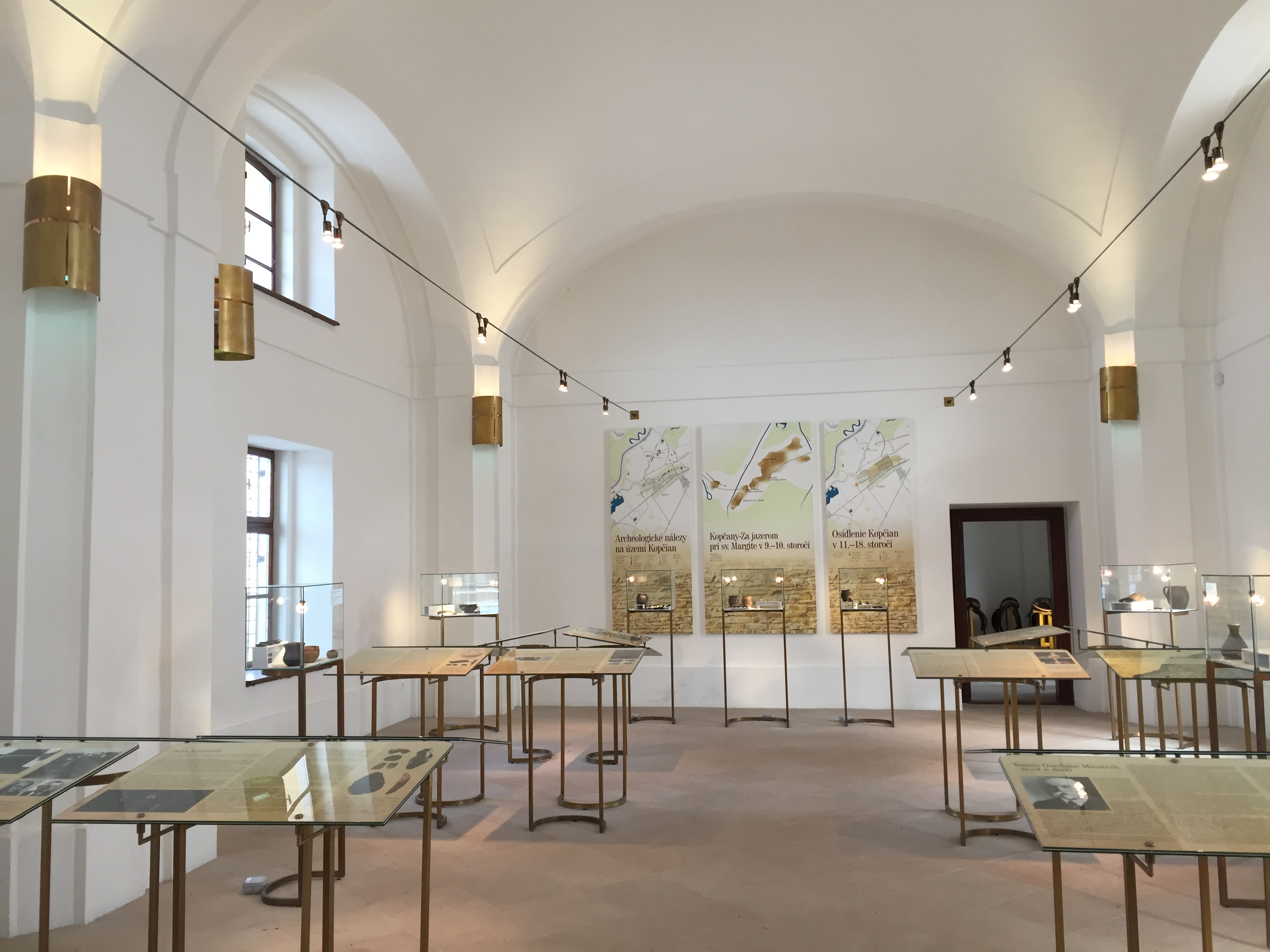
Muzeum v interiéru objektu
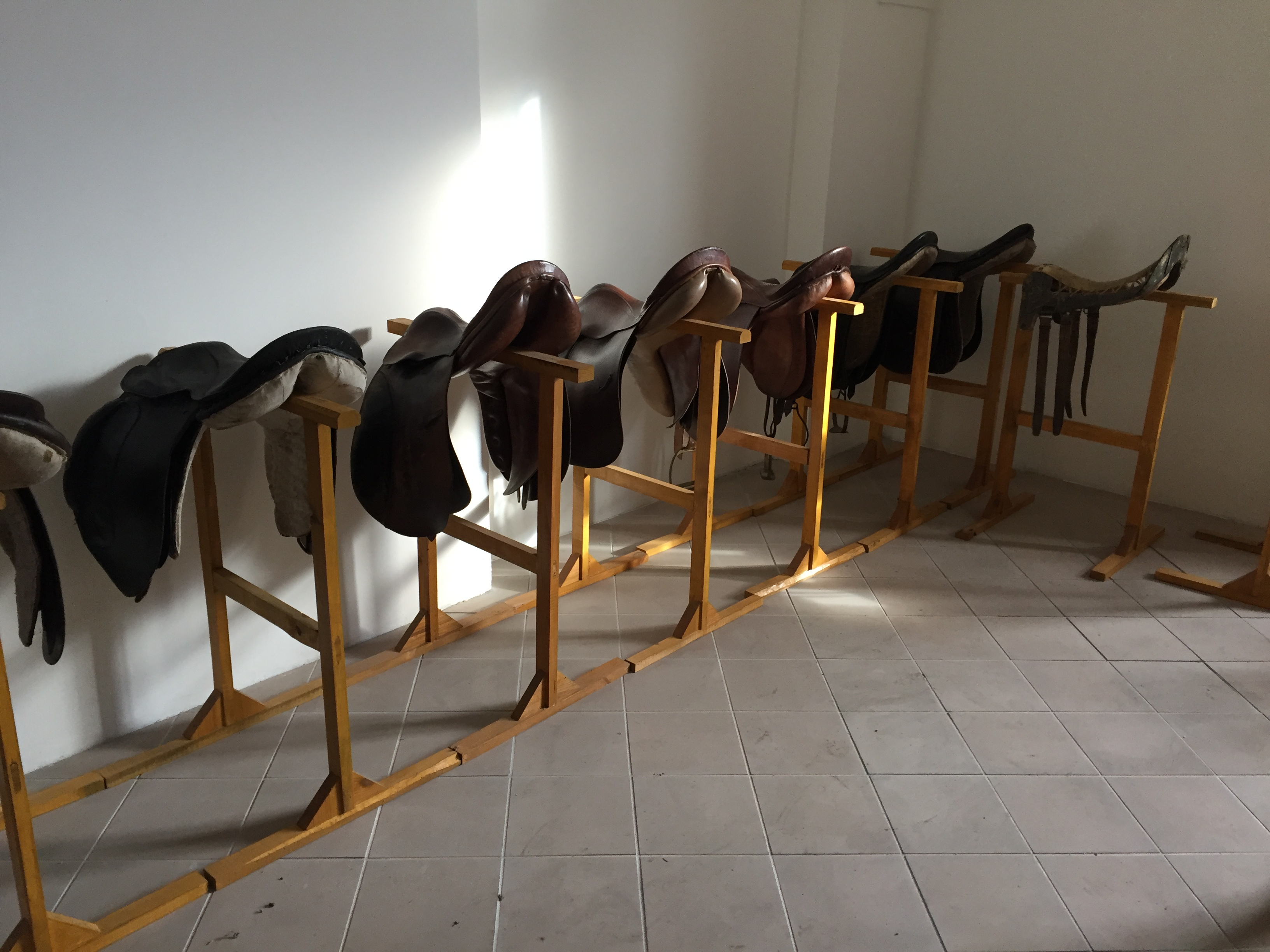
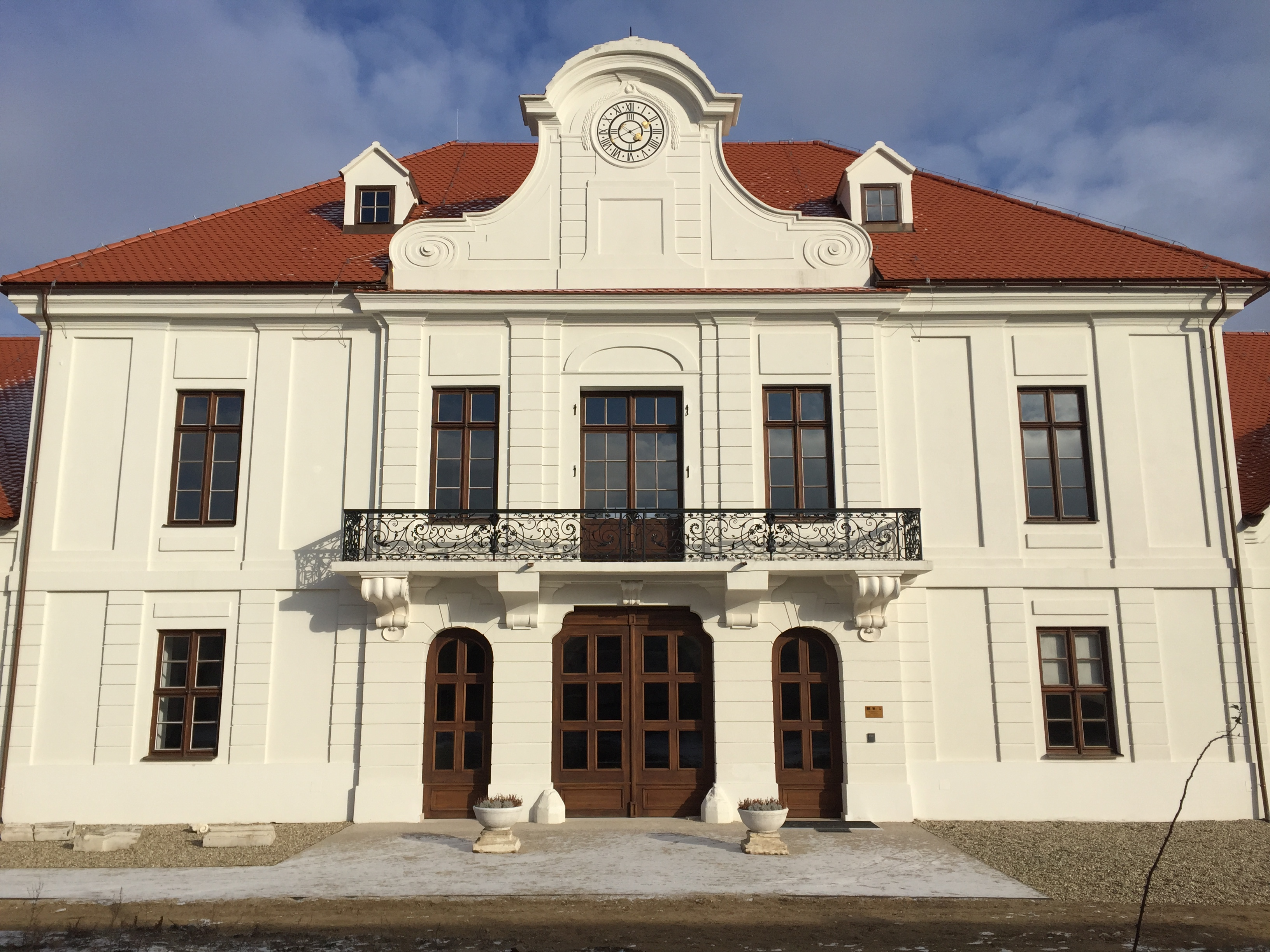
Panský dům